# Atractus carrioni
Espèce
Atractus carrioni est une espèce de serpents de la famille des Dipsadidae.

## Répartition
Cette espèce est endémique de la province de Loja en Équateur. 

## Étymologie
Cette espèce est nommée en l'honneur de Clodoveo Carrión Mora (1883-1957).

## Publication originale
- Parker, 1930 : A new colubrine snake from Ecuador. Annals and Magazine of Natural History, ser. 10, vol. 5, p. 207-209.